# Anja Vanrobaeys
Anja Vanrobaeys, née le 19 novembre 1968 à Lüdenscheid, est une femme politique belge, membre de Vooruit.

## Biographie
Anja Vanrobaeys nait le 19 novembre 1968 à Lüdenscheid.
Aux élections législatives fédérales de 2019, Anja Vanrobaeys est élue à la Chambre des Représentants.